# Annuaire inversé
Un annuaire inversé est un service permettant de retrouver l'identité et l'adresse d'un abonné à partir de son numéro de téléphone, par opposition à un annuaire traditionnel qui permet de faire l'inverse (trouver le numéro d'un abonné à partir de son identité et/ou de son adresse).
Il peut être utilisé de deux manières :
- manuellement, par consultation au coup par coup ;
- automatiquement, par les services de présentation du nom : chaque fois qu'un appel est reçu, le réseau consulte un annuaire inversé pour identifier l'appelant à partir de son numéro, et cette information est communiquée au destinataire avant qu'il ne décroche.

Ce service de recherche inversée existe dans de nombreux pays du monde et peut être payant ou gratuit.
Dans les bases de données qui sont accessibles publiquement, certaines restrictions relatives au respect de la vie privée sont instaurées : les abonnés en liste rouge n'y figurent pas, et les abonnés qui ne sont pas en liste rouge peuvent s'adresser à l'éditeur d'un service pour s'opposer à l'apparition de leurs coordonnées dans son fichier.
Les services d'urgence (aide médicale, pompiers) et de police, ainsi que les opérateurs téléphoniques, disposent également d'un dispositif d'annuaire inversé, mais dans lequel tous les abonnés sont listés.
En anglais, ce type de service est parfois appelé « grey pages » (littéralement « pages grises ») en référence aux yellow pages (pages jaunes) et aux white pages (pages blanches).